# Weens gambiet
Het Weens gambiet is bij het schaken de benaming voor een tweetal verschillende gambieten in de opening.

## Het Weens gambiet in de Weense partij
Het Weens gambiet in de Weense opening ontstaat na de zetten:
1. e4 e5
2. Pc3 Pc6
3. f4

## Het Weens gambiet als variant van het koningsgambiet
Het Weens gambiet is ook de benaming van een tegengambiet in het koningsgambiet, de beginzetten zijn dan:
1. e4 e5
2. f4 exf
3. Pf3 f5
Deze variant wordt ook het Gianutio tegengambiet genoemd.